# 巴蒂伊
巴蒂伊（法語：Batilly，法語發音：[batiji] ⓘ）是法国默尔特-摩泽尔省的一个市镇，属于布里埃区。

## 地理
巴蒂伊（49°10'23"N, 5°58'3"E）面积6.37 平方千米，位于法国大東部大區默尔特-摩泽尔省，该省份为法国东北部内陆省份，是洛林的一部分，北邻比利时、卢森堡，北起顺时针与摩泽尔省、下莱茵省、孚日省和默兹省接壤。
与巴蒂伊接壤的市镇（或旧市镇、城区）包括：圣玛丽欧谢讷、茹阿维尔、穆瓦讷维尔、圣艾。

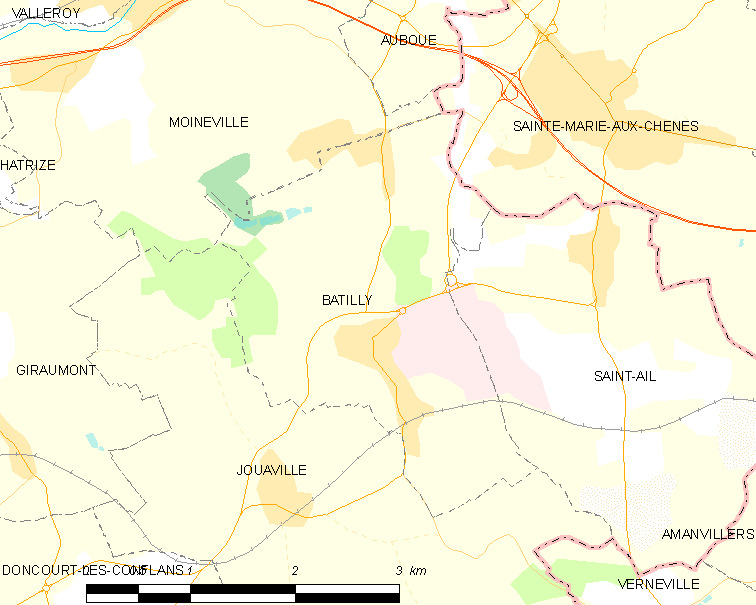
巴蒂伊的OSM定位图

巴蒂伊的时区为UTC+01:00、UTC+02:00（夏令时）。

## 行政
巴蒂伊的邮政编码为54980，INSEE市镇编码为54051。

## 政治
巴蒂伊所属的省级选区为雅尼县。

## 人口

1962-2008年间巴蒂伊人口变化图示

巴蒂伊于2022年1月1日时的人口数量为1315人。